# All Things Fall Apart
All Things Fall Apart (bra A Luta de um Campeão) é um filme estadunidense de 2011, do gênero drama, dirigido por Mario Van Peebles.

## Sinopse
Deon (50 Cent) é um jogador de futebol americano que descobre que é portador de um câncer terminal. A doença prejudica seu maior sonho, que é entrar em um time profissional. O declínio físico e psicológico é inevitável, mas ele recebe o apoio de sua família.

## Elenco
- 50 Cent como Deon
- Ray Liotta como Dr. Brintall
- Mario Van Peebles
- Bivian Ramey como Eric
- Lynn Whitfield como Bee
- Ambyr Childers como Sherry
- Elizabeth Rodriguez como Mrs. Lopez
- Tracey Heggins como Sharon
- Steve Eastin